# Anjani

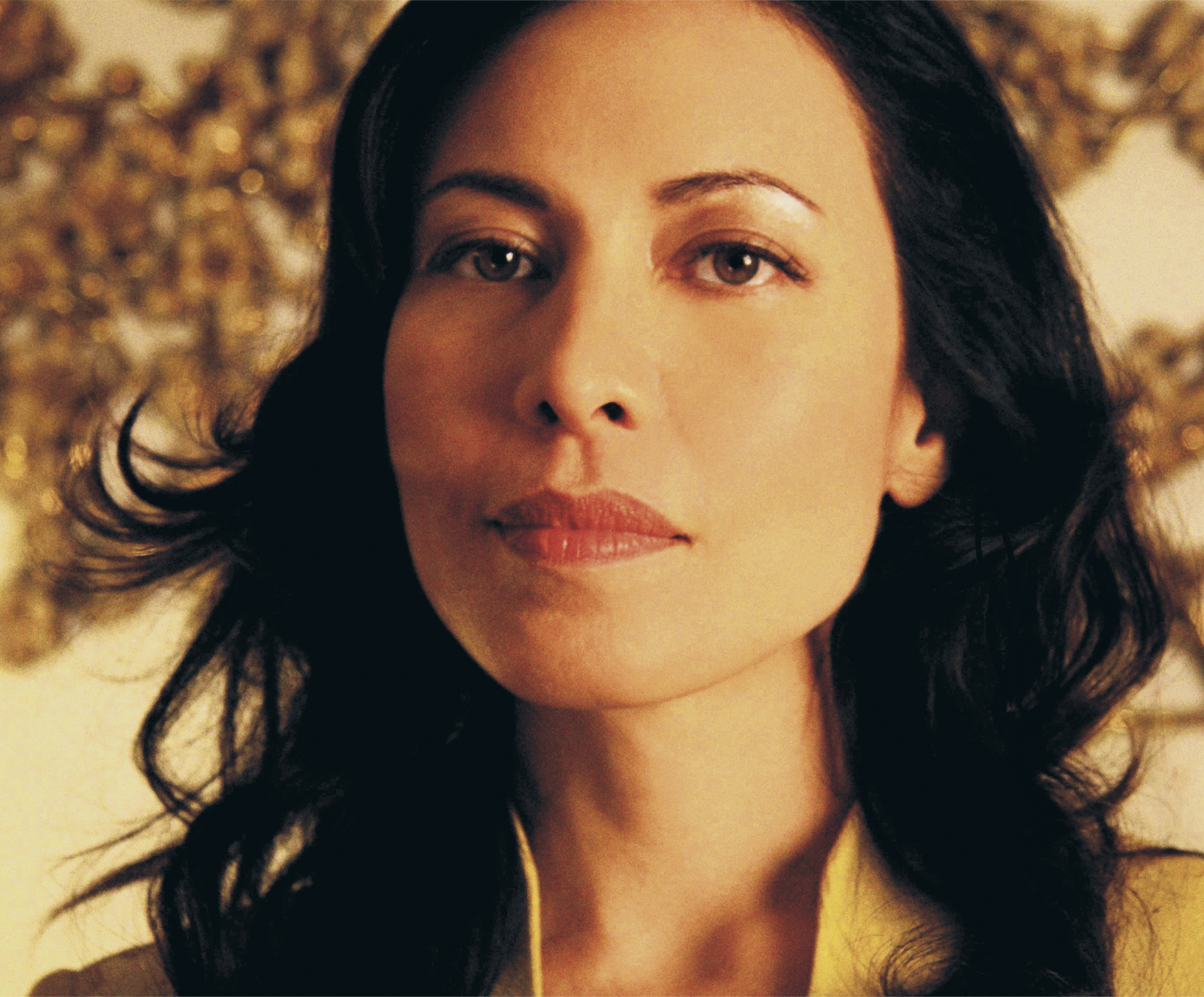
Anjani auf dem Cover von Blue Alert (2007)

Anjani Thomas (* 10. Juli 1959 in Honolulu, Hawaii) ist eine US-amerikanische Sängerin und Pianistin. Ihr Stil bewegt sich zwischen Folk-Rock, Soul und Jazz.

## Leben
Anjani lernte Hawaii-Gitarre, Klavier und Gesang. Sie besuchte für kurze Zeit das Berklee College of Music. Später spielte sie in Manhattan in Jazz-Clubs. 1984 warb sie der Produzent John Lissauer als Background-Sängerin für Hallelujah des kanadischen Singer-Songwriters Leonard Cohen an. Cohen war begeistert von Anjanis Gesang, so dass sie im selben Jahr als Sängerin und Pianistin an seiner Welttournee teilnahm und später an seinen Alben I'm Your Man (1988) The Future (1992) und in größerem Umfang an Dear Heather (2004) mitwirkte.
2000 veröffentlichte sie ihr erstes eigenes Album, Anjani; 2001 folgte The Sacred Names. 2007 erschien ihr drittes Album, Blue Alert, zu dem Cohen die Texte schrieb und das er produzierte, seine Tochter Lorca Cohen war die Fotografin des Coverfotos. Anjani und Cohen hatten auch privat eine Beziehung.